# Antoine Reicha
Pour les articles homonymes, voir Reicha.
Antoine Reicha, né Antonín Josef Rejcha le 26 février 1770 à Prague et mort le 28 mai 1836 dans l'ancien 2e arrondissement de Paris, est un compositeur, théoricien et professeur de musique français originaire de Bohême.
Reicha a fait des recherches approfondies sur la fugue, dont il a voulu faire une forme moderne (au XIXe siècle) permettant de moduler dans toutes les tonalités. Mais il est plus connu aujourd'hui pour ses pièces de musique de chambre pour instruments à vent (de nombreux quintettes) et ses pièces expérimentant l'utilisation de mesures impaires.
Son Traité de haute composition est sans doute le premier ouvrage à décrire la « forme sonate », sous le nom de « grande coupe binaire ».

## Biographie
Antoine Reicha nait le 26 février 1770 à Prague. Demi-orphelin, il apprend le violon et la flûte avec son oncle Josef Reicha, violoncelliste et compositeur à Wallerstein. En 1785, parti avec son oncle engagé à Bonn, Anton Reicha rencontre Beethoven qui a le même âge que lui. Les deux musiciens se côtoient jusqu'au départ de Beethoven pour Vienne le 2 novembre 1792. Reicha, fuyant les troupes françaises en 1794, passe ensuite quelques années à Hambourg, et après un détour par Paris, il se retrouve à Vienne, où il se lie avec Haydn et termine sa formation de compositeur auprès de Salieri et Albrechtsberger.
Il émigre à Paris en 1808,. Il est nommé professeur de contrepoint et de fugue au Conservatoire en 1818 et écrit des ouvrages théoriques et pédagogiques à destination de ses élèves, au nombre desquels on compte George Onslow, Hector Berlioz, Franz Liszt, Louis Clapisson, Charles Gounod, Hélène de Montgeroult, Daniel Jelensperger ou César Franck. Il compose le Te Deum demandé par Louis XVIII afin de célébrer la brillante campagne d'Espagne de 1823 et commandée par son neveu, le duc d'Angoulême.
Ses nom et prénom ont été orthographiés différemment au cours de sa vie : Antonín Rejcha en Tchécoslovaquie, il devient Anton Reicha à Vienne, puis Antoine à Paris. Il est naturalisé français en 1829 puis élu membre de l'Académie des beaux-arts en 1835.

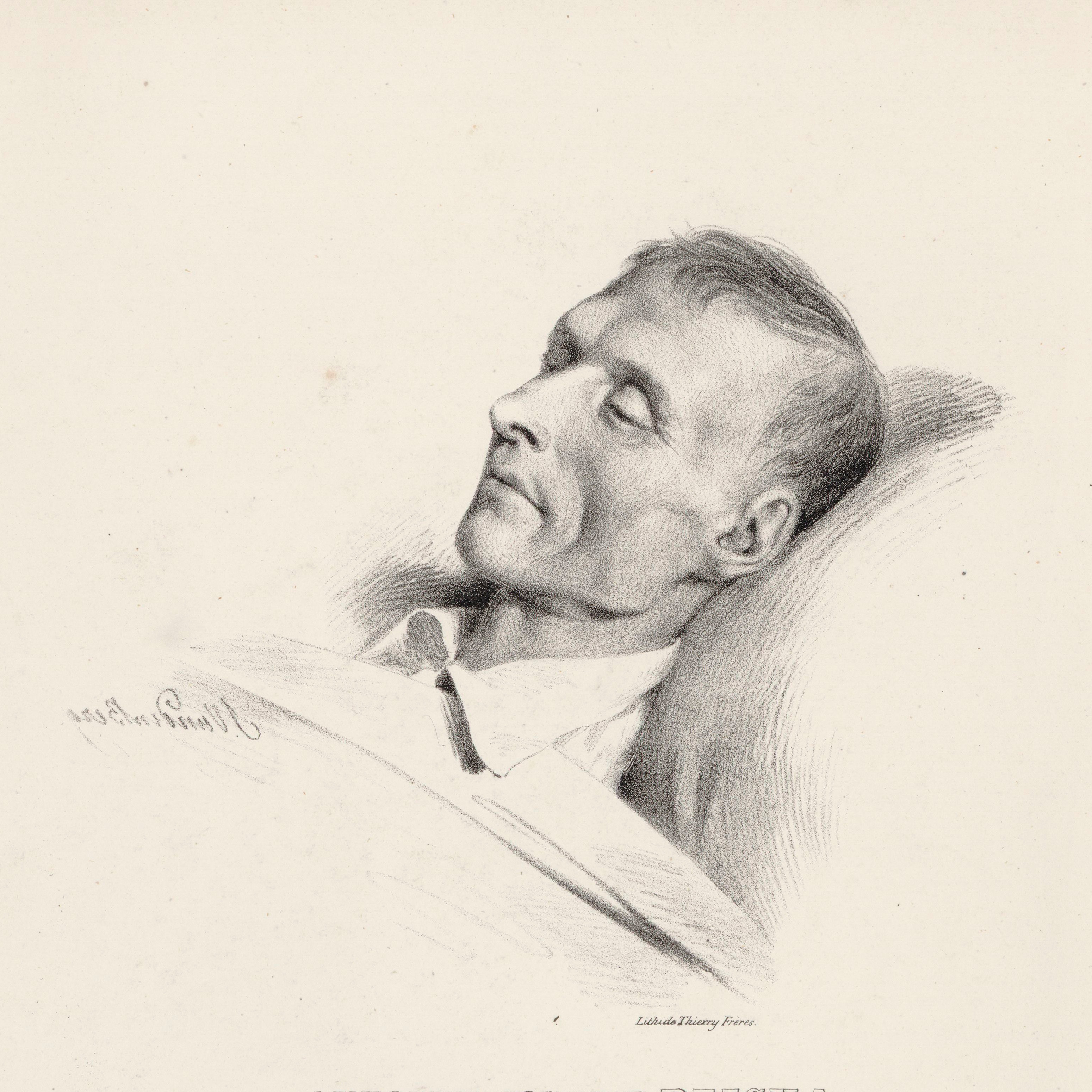
Reicha sur son lit de mort.

Mort à 66 ans à son domicile de la rue de la Chaussée d'Antin dans l'actuel 9e arrondissement,, Antoine Reicha était marié depuis octobre 1818 à Virginie Énaust (1793-1877) dont il a eu deux filles Antoinette (1819-1892) et Mathilde (1824-1870) dont la petite-fille, l'actrice Mathilde Bielecki, épousera en avril 1914 le poète, librettiste et auteur dramatique Charles Grandmougin (1850-1930).
il est inhumé au cimetière du Père-Lachaise (7e division),.

## Distinction
- Chevalier de la Légion d'honneur (1831)[10].

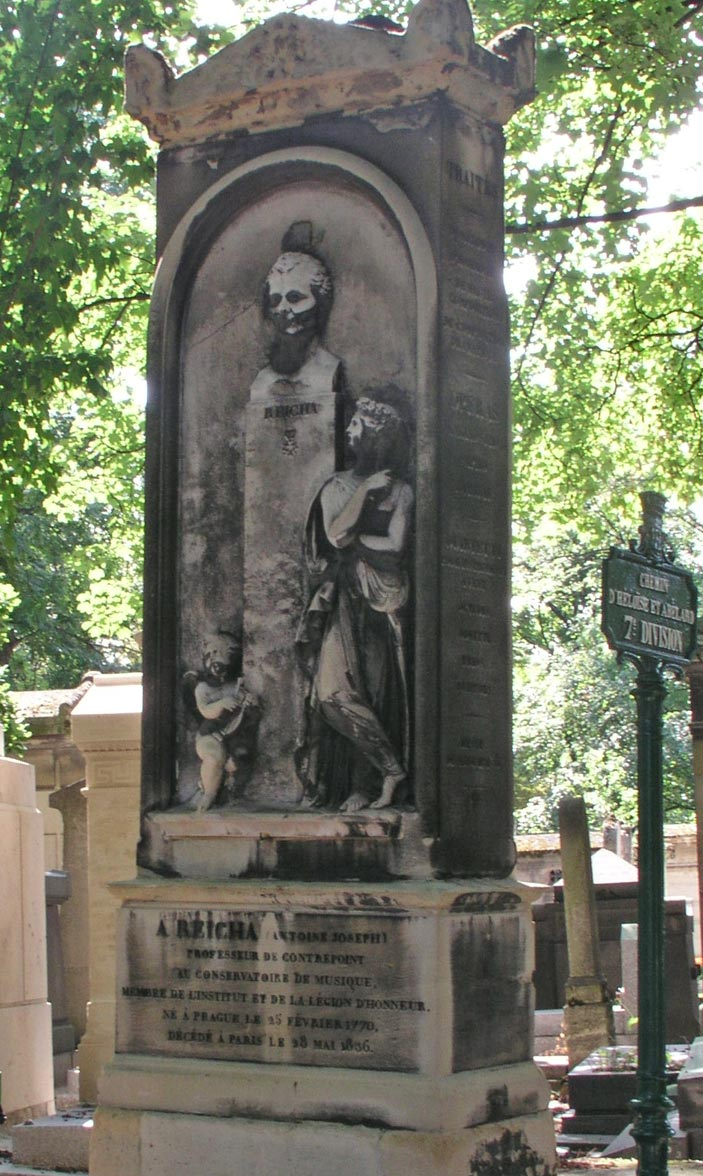
Tombe d'Antoine Reicha au cimetière du Père-Lachaise.

## Œuvre
Reicha laisse environ 260 œuvres musicales.

### Musique pour la scène
- 3 Singspiele
  - L'Ermite dans l'île de Formose
  - Amor, der JoujouSpieler
  - Rosalia
- 3 Opéras-comiques
  - Cagliostro
  - Gusman d'Alfarache
  - Bégri ou le chanteur de Constantinople
- Opéras
  - Obaldi ou les Français en Égypte (1798)
  - L'Ouragan (1801)
  - Argina, regina di Granata (1802)
  - Natalie ou la famille russe (1810)
  - Sapho (1822)

### Musique symphonique
- Symphonie à grand orchestre (aussi intitulée Première Symphonie) en mi bémol majeur, op. 41 (Leipzig, 1803)
- Symphonie à grand orchestre en mi bémol majeur, op. 42 (Leipzig, 1803)
- Symphonie no 1 en sol majeur (1808)
- Symphonie no 2 en ré majeur (1808) (en grande partie perdue)
- Symphonie no 3 en fa majeur (1808)
- Symphonie (Grande symphonie no 2) (1808)
- Symphonie en ré majeur (Sinfonie à grand orchestre) (1809)
- Symphonie à grand orchestre no 1 (1809)
- Symphonie à grand orchestre no 2 (1811)
- Symphonie à petit orchestre no 1
- Grand concerto pour clarinette et orchestre en sol mineur (1815)
- Missa pro defunctis (Requiem)
- Symphonie concertante

### Musique de chambre
- Quatuors, trios, ou duos de flûtes
  - op. 12
  - op. 18
  - op. 19
  - op. 20
  - op. 21
  - op. 22
  - op. 25
  - op. 26
  - op. 27
- 36 trios de cors
  - op. 82 (24)
  - op. 93 (12)
- 24 quintettes d'instruments à vent
  - op. 88 (6) : Quintettes à vent op. 88 (1811-1817)
  - op. 89 : Quintette pour clarinette et quatuor à cordes  en si bémol majeur (1820)
  - op. 91 (6)
  - op. 99 (6)
  - op. 100 (6)
- 4 sonates pour violon et piano
  - op. 44
  - op. 55 (2)
  - op. 62
- 18 quatuors à cordes
  - op. 48 (3)
  - op. 49 (3)
  - op. 90 (6)
  - op. 94 (3)
  - op. 95 (3)
  - Quatuor scientifique
- 2 duos violon, violoncelle op. 84

### Œuvres pour piano
- Études de transition et 2 fantaisies (op. 31)
- Études ou Exercices pour le pianoforte (op. 30)  (ISBN 978-2-36485-240-2)
- Trente-six Fugues (op. 36)
- Sonate en mi bémol majeur (op. 43)
- Sonate en sol majeur (op. 46, no 1) (ISMN 979-0-2318-0821-6)
- Art de varier (op. 57)
- Fantaisie en mi majeur (op. 61)
- Variations pour piano en mi bémol majeur (op. 83)  (ISBN 978-2-36485-127-6)
- Variations sur l’air Charmante Gabrielle (op. 85)  (ISBN 978-2-36485-212-9)
- Études pour le pianoforte dans le genre fugué (op. 97)
- Études de piano ou 57 Variations sur un thème de Grétry (op. 102) (ISMN 979-0-2318-0833-9)
- Capriccio (ISMN 979-0-2318-0782-0)
- Concerto pour piano en mi bémol majeur  (ISBN 978-2-36485-084-2)
- Fantaisie sur un thème de Frescobaldi (ISMN 979-0-2318-0829-2)
- Grande Sonate en mi (ISMN 979-0-2318-0759-2)
- Grande Sonate en mi bémol (ISMN 979-0-2318-0758-5)
- Grande Sonate en ut (ISMN 979-0-2318-0760-8)
- Harmonie (ISMN 979-0-2318-0783-7)
- La Chercheuse d’esprit (ISMN 979-0-2318-0813-1)
- Fantaisie sur un seul accord (ISMN 979-0-2318-0817-9)
- Mesure composée (ISMN 979-0-2318-0816-2)
- Sonate en fa (ISMN 979-0-2318-0765-3)
- Sonate en fa majeur dite « pastorale » (ISMN 979-0-2318-0778-3)
- Sonate en ré (ca. 1804-1805), (ISMN 979-0-2318-0781-3)[11]
- Variations sur un thème de Gluck (ISMN 979-0-2318-0810-0)

## Écrits
- Traité de mélodie, J. L. Sherff, 1814
- Petit traité d'harmonie pratique, 1814
- Cours de composition musicale, ou Traité complet et raisonné d'harmonie pratique, 1818
- Traité de haute composition, Zetter, 1824 (réimpression ou deuxième édition en 1826 ?)
- Art du compositeur dramatique, ou Cours complet de composition vocale, 1833

## Enregistrement
- Bläserkonzerte par Dieter Klöcker (clarinette), Sarah Willis (cor) et Karl-Otto Hartmann (basson), avec le Prager Kammerorchester, dir. Milan Lajčik (label Orfeo C 170 021 A, 2002)
- Antoine Reicha: Complete Piano Music, vol. 1 par Henrik Löwenmark (piano), label Toccata Classics (TOCC0008, 2016)
- Antoine Reicha: Complete Piano Music, vol. 2 par Henrik Löwenmark (piano), label Toccata Classics (TOCC0017, 2017)
- Antoine Reicha: Complete Piano Music, vol. 3 par Henrik Löwenmark (piano), label Toccata Classics (TOCC0243, 2018)
- Antoine Reicha: Complete Piano Music, vol. 4 par Henrik Löwenmark (piano), label Toccata Classics (TOCC0273, 2020)
- Antoine Reicha: Complete Piano Music, vol. 5 par Henrik Löwenmark (piano), label Toccata Classics (TOCC0483, 2023)
- Reicha Rediscovered par Ivan Ilić (piano), label Chandos (0095115195024, 2017)
- Reicha Rediscovered, vol. 2 par Ivan Ilić (piano), label Chandos (0095115203323, 2018)
- Reicha Rediscovered, vol. 3 par Ivan Ilić (piano), label Chandos (5059864219535, 2021)